# Boophis jaegeri
Boophis jaegeri, tiếng Anh thường gọi là Green Skeleton Frog, là một loài ếch trong họ Mantellidae. Chúng là loài đặc hữu của Madagascar.
Các môi trường sống tự nhiên của chúng là các khu rừng ẩm ướt đất thấp nhiệt đới hoặc cận nhiệt đới, sông, các đồn điền, và các khu rừng trước đây bị suy thoái nặng nề. Loài này đang bị đe dọa do mất môi trường sống.

## Hình ảnh

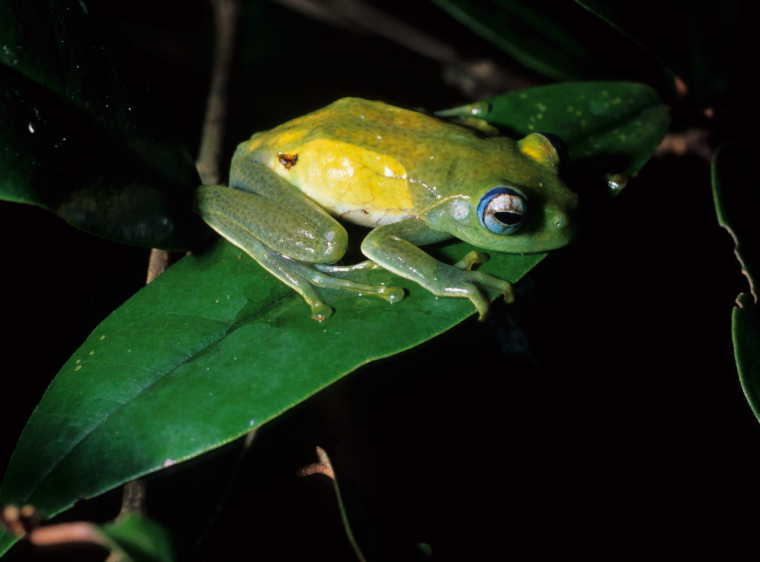